# Shoya Nakajima
Shoya Nakajima (Tòquio, 23 d'agost de 1994) és un futbolista japonès.

## Selecció japonesa
Va formar part de l'equip olímpic japonès als Jocs Olímpics d'estiu de 2016.